# Orden basiliana de Grottaferrata
La Orden de San Basilio de Italia de Grottaferrata (oficialmente en latín: Ordo basilianus italiae, seu Cryptoferratensis), también conocida como Orden Basiliana de Grottaferrata, es una orden religiosa católica masculina monástica, de rito bizantino y de derecho pontificio, que tiene su origen en la abadía de Santa María fundada por Nilo de Rossano en Grottaferrata, Italia. A los monjes de este instituto se les conoce como basilios de Grottaferrata y posponen a sus nombres las siglas O.S.B.I.

## Historia

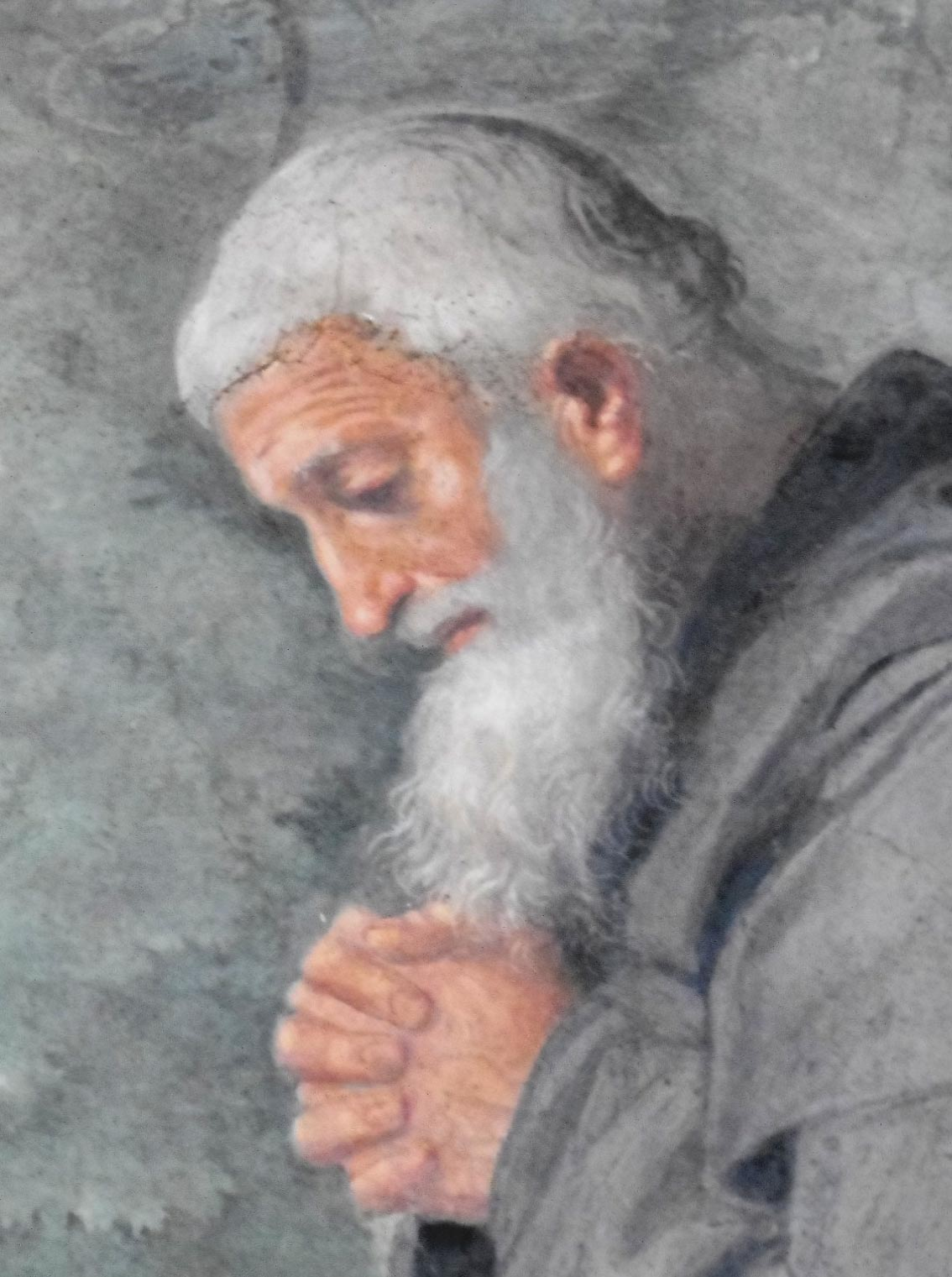
Nilo de Rossano (910-1004), fundador de la abadía de Grottaferrata, de la cual en 1579 se formaría la actual Orden Basiliana de Italia.

El monacato basiliano llegó a la isla de Sicilia (Italia) en el siglo VI y se fue incrementando a partir de los monjes que huían de Grecia y Turquía a causa de la persecución iconoclasta. Cuando la isla fue invadida por los árabes estos se establecieron en el sur de la península, de donde comenzaron las fundaciones de monasterios de tradición italo-greca. Originario de Rossano, un monje llamado Nilo fundó el monasterio de Grottaferrata, el cual se convirtió en uno de los más importantes de dicha tradición en Italia. De Grottaferrata salieron numerosos exponentes que fundaron nuevos monasterios basilianos en Italia.
Todos los monasterios basilianos de Italia fueron unidos en una sola orden religiosa por el papa Gregorio XIII el 1 de noviembre de 1579, incluyendo el italo-albanese de Mezzojuso. Más tarde los monasterios basilianos de España, de antigua tradición, fueron puestos bajo el mando de la Orden italiana. Durante la época de las supresiones, la Orden perdió los monasterios españoles en 1855 y la mayoría de los italianos en 1866, quedando como único testimonio del monacato oriental en occidente el de Grottaferrata, gracias a que fue mantenido como monumento nacional. En 1920 se restauró el monasterio de Mezzojuso, en 1939 se fundó el de San Basile y en 1949 el de Piana degli Albanesi.

## Organización
La Orden de San Basilio de Italia de Grottaferrata es un instituto religioso monástico de derecho pontificio. Cada monasterio es autónomó, aunque si en conjunto forman una abadía territorial, cuyo abad (archimandrita) reside en Grottaferrata.
Los basilios de Grottaferrata viven según la Regla de san Basilio y se dedican al estudio, el trabajo manual y la oración. Además contribuyen al diálogo ecuménico con las Iglesias orientales. En 2015, la orden contaba con unos 8 monjes (todos sacerdotes) y tres monasterios, presentes solo en Italia.

## Enlaces
- Página web oficial del monasterio de Grottaferrata Archivado el 3 de febrero de 2019 en Wayback Machine. (en italiano)

- Datos: Q1132274